# Open Bar Entertainment
Open Bar Entertainment est un label discographique américain de hip-hop, basé à Détroit, dans le Michigan. fondé en 1995 par le rappeur Xzibit. Le label n'est pas très actif, car il ne réalise que les albums d'Xzibit avec d'autres label. Il voulait enfin être indépendant pour garder tout son argent. Des rappeurs comme Defari quittent le label, il ne reste donc que son PDG, Xzibit qui est aussi signé sur Koch Records depuis 2006.

## Histoire
Xzibit lance Open Bar Entertainment en 1998. Au lancement du label, Xzibit explique : « Quand j'ai lancé un label appelé Open Bar Entertainment, il fallait que je prenne avantage de tout ce qu'il se passait autour de moi [...]. » Pour les débuts du label, Xzibit prévoit la publication d'un album de la Likwit Crew, et du deuxième album de Defari.
En 2006, Koch Records annonce la signature d'un partenariat avec Xzibit, et la publication de son nouvel album Full Circle via Open Bar Entertainment,,,. En 2008, lors d'un entretien avec DubCNN, Xzibit confirme l'activité de son label.
En octobre 2012, Xzibit publie son album Napalm au label. En septembre 2014, Xzibit lance une émission de radio appelée Open Bar Radio sur KDAY 93.5 FM,. Le 29 novembre 2015, Xzibit confirme la signature de Jayo Felony et de Bishop Lamont à Open Bar Ent.

## Discographie
- 2000 : Xzibit - Restless
- 2002 : Xzibit - Man vs. Machine
- 2003 : Xzibit - Xposed (DVD)
- 2004 : Xzibit - Weapons of Mass Destruction
- 2006 : Xzibit - Full Circle
- 2012 : Xzibit - Napalm